# اس‌تی زن برزنجیر
اس‌تی زن برزنجیر یک ستاره است که در صورت فلکی آندرومدا قرار دارد.